# Apollo 14

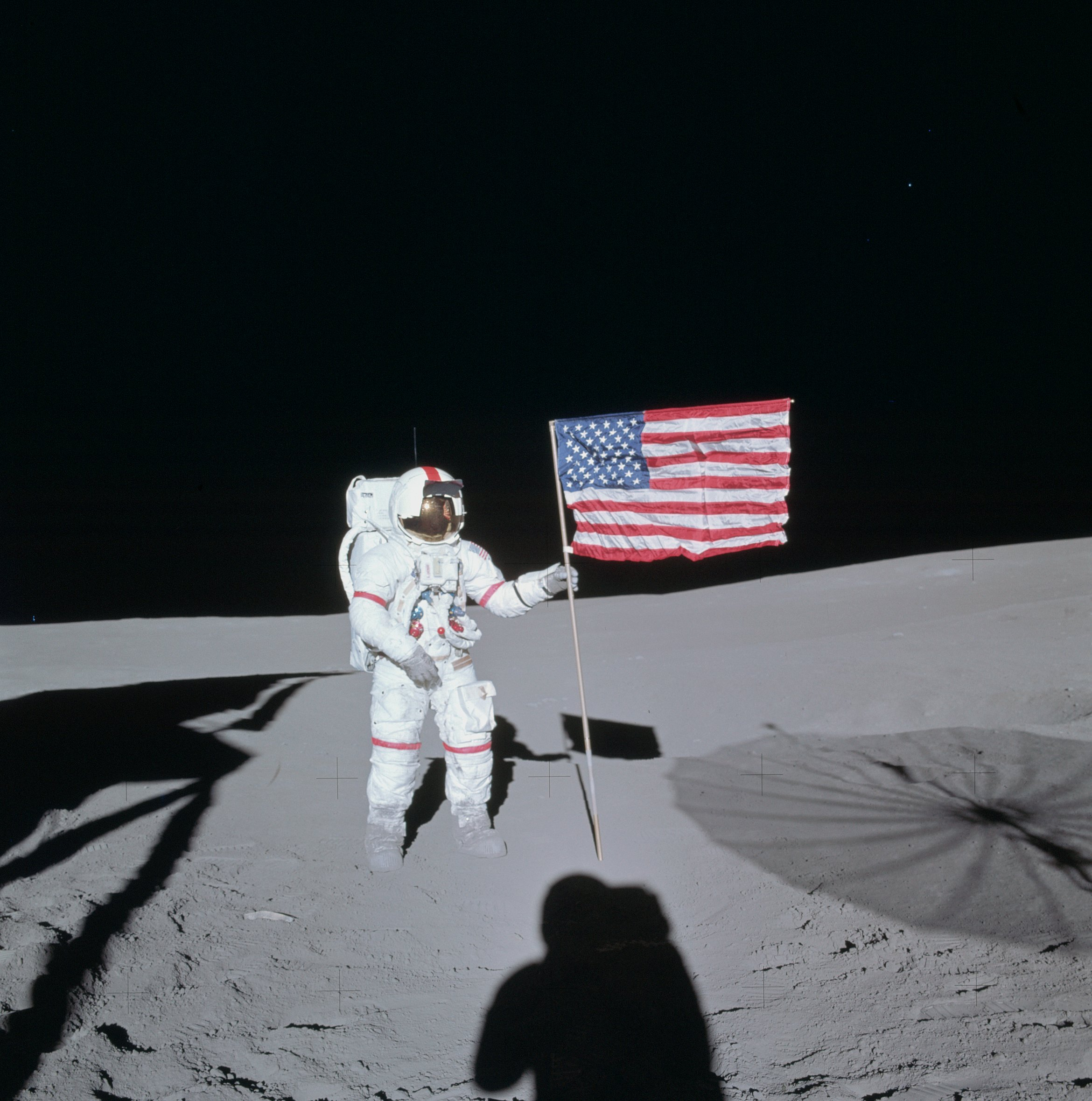
Alan Shepard przy fladze amerykańskiej.

Apollo 14 – trzecia załogowa misja, w czasie której dwaj astronauci wylądowali na powierzchni Księżyca. 
W czasie wyprawy zebrano 42 kg próbek gruntu księżycowego. Astronauci podczas wyjść na powierzchnię Księżyca przebywali poza lądownikiem LM ponad dziewięć godzin. Shepard i Mitchell poruszając się po Księżycu po raz pierwszy użyli specjalnie skonstruowanego dla potrzeb tej misji Apollo wózka na kółkach MET, dzięki któremu mogli przewozić m.in. sprzęt do badań naukowych.

## Podstawowe dane
źródło
- Statek kosmiczny: CSM-110 "Kitty Hawk", LM-8 "Antares"
- Rakieta nośna: SA-509
- Start: 31 stycznia 1971 o godzinie 21:03:02 UTC.
- Azymut startu: 75,6°
- Orbita okołoziemska: 185,4 km x 183,2 km
- Orbity okołoksiężycowe:
  - Orbita początkowa: 313,0 km x 107,6 km
  - Orbita podejścia do lądowania: 108,9 km x 16,9 km
  - Orbita kołowa (CSM): 118,3 km x 103,7 km
- Lądowanie na Księżycu: 5 lutego 1971 o godzinie 09:18:13 UTC
- Miejsce lądowania: rejon krateru Fra Mauro (3, 645° S, 17,471° W)
- Start z powierzchni Księżyca: 6 lutego 1971, 18:48:42 UTC
- Orbita postartowa LM: 95,7 km x 15,7 km
- Orbita końcowa (po dokowaniu LM i CSM)
- Czas trwania misji: 216 godzin. 1 min. 58 s.
- Wodowanie: 9 lutego 1971, 21:05:00 UTC

## Dodatkowe dane
źródło
- Uderzenie S-IVB/IU w powierzchnię Księżyca: 4 lutego 1971, 6:40:55 UTC
- Współrzędne miejsca upadku S-IVB: 8,09° S, 26,02° W
- Prędkość S-IVB/IU podczas uderzenia: 2540 m/s
- Kąt upadku S-IVB/IU: 69°
- Masa S-IVB/IU podczas uderzenia: 13 987 kg
- Uderzenie stopnia startowego LM w powierzchnię Księżyca: 8 lutego 1971, 00:45:26 UTC
- Współrzędne miejsca upadku stopnia startowego LM: 3,42° S, 19,67° W
- Prędkość stopnia startowego LM podczas uderzenia: 1680 m/s
- Kąt upadku stopnia startowego LM: 3,6°
- Masa stopnia startowego LM podczas uderzenia: 2303 kg
- Masa startowa rakiety i statku kosmicznego: 2 950 867 kg
- Masa umieszczona na orbicie okołoziemskiej: 137 270 kg
- Masa umieszczona na orbicie okołoksiężycowej: 32 578 kg[1].

## Statek kosmiczny i rakieta nośna
źródło
Czas dostarczenia elementów do KSC:

### Statek kosmiczny
- CSM: listopad 1969
- LM: listopad 1969

### Rakieta nośna
- Pierwszy stopień (S-IC): styczeń 1970
- Drugi stopień (S-II): styczeń 1970
- Trzeci stopień (S-IVB): styczeń 1970
- Instrument Unit (IU): maj 1970

## Główne cele misji
źródło
1. Przeprowadzenie badań i pobranie próbek gruntu w rejonie Fra Mauro.
2. Ustawienie aparatury naukowej ALSEP.
3. Rozwijanie umiejętności pracy na powierzchni Księżyca.
4. Wykonanie fotografii potencjalnych przyszłych miejsc lądowania.

Wszystkie cele misji zostały osiągnięte.

## Opis celów misji
źródło

### Rakieta nośna
- Umieszczenie S-IVB/IU na trajektorii kolizyjnej z Księżycem i uderzenie w powierzchnię satelity.
- Określenie miejsca upadku trzeciego stopnia rakiety nośnej z dokładnością do 5 km i czasu upadku z dokładnością do jednej sekundy.

### Statek kosmiczny i prace na powierzchni
- Pobranie próbki awaryjnej gruntu księżycowego.
- Ustawienie aparatury ALSEP.
- Ustawienie odbłyśnika dalmierza laserowego.
- Wykonanie pomiarów lokalnego pola magnetycznego za pomocą przenośnego magnetometru. Celem eksperymentu było zmierzenie reliktowego pola magnetycznego skał księżycowych.
- Przeprowadzenie badań geologicznych.
- Wykonanie bliskich, stereometrycznych zdjęć powierzchni Księżyca.
- Wykonanie badań właściwości mechanicznych i fizycznych gruntu księżycowego.
- Badania składu chemicznego i składu izotopowego wiatru słonecznego.
- Ocena przydatności transportera MET.
- Ocena granic możliwości pracy poza lądownikiem.
- Ocena działalności systemu łączności podczas spaceru kosmicznego (cel nieosiągnięty).
- Ocena stopnia zużycia termicznej powłoki ochronnej lądownika.
- Wykonanie fotografii potencjalnych przyszłych miejsc lądowania (cel częściowo osiągnięty).
- Fotografowanie selenodezyjnych punktów odniesienia z orbity okołoksiężycowej.
- Fotografowanie powierzchni Księżyca z orbity okołoksiężycowej (cel częściowo osiągnięty).
- Fotografowanie z orbity okołoksiężycowej obiektów na powierzchni Księżyca oświetlonych pod dużym kątem (cel częściowo osiągnięty).
- Fotografowanie księżyca w czasie powrotu na Ziemię.
- Fotografowanie przeciwświecenia z orbity okołoksiężycowej.
- Dopplerowskie badanie pola grawitacyjnego Księżyca.
- Analiza śladów uderzeń mikrometeoroidów w okna statku Apollo. Celem eksperymentu było zmierzenie strumienia mikrometeoroidów o masach poniżej 10−7 grama i wyznaczenie ich składu chemicznego.
- Przeprowadzenie testu wydajności systemu dostarczania tlenu w statku Apollo (przygotowanie do dehermetyzacji kabiny w następnych misjach).
- Pomiary demineralizacji kości astronautów.

### Eksperymenty technologiczne
- Elektroforeza w warunkach nieważkości.
- Przepływ ciepła  i konwekcja w warunkach nieważkości.
- Przetaczanie płynów w warunkach nieważkości.
- Krzepnięcie mieszanin niejednorodnych w warunkach nieważkości.

## Misja
źródlo
Nieoczekiwana awaria Apollo 13 spowodowała przesunięcie terminu  startu kolejnej misji. Po zbadaniu i ustaleniu przyczyn niepowodzenia dokonano szeregu zmian konstrukcyjnych. Dodano trzy zbiorniki ze 150 kg tlenu, wyposażono człon napędowy w dodatkową baterię akumulatorów o pojemności 400 Ah, umieszczono zapas 18 kg wody dla załogi na wypadek awarii ogniw paliwowych. Apollo 14 wystartował 31 stycznia 1971 roku, po nieplanowanej, 40-minutowej przerwie w odliczaniu. Przyczyna to pogarszająca się pogoda (zachmurzenie i deszcz). Przerwa miała miejsce w punkcie T –8:02. Poważne problemy wystąpiły w trakcie próby dokowania Apolla i LM. Pojazdy udało się połączyć dopiero za szóstym podejściem. W trakcie dolotu do Księżyca przeprowadzono dwie korekty trajektorii.
Trzeci stopień rakiety S-BIV uderzył w Księżyc zgodnie z planem. Sejsmometr Apolla 12 znajdujący się w odległości 172 km na północ od miejsca upadku zarejestrował wstrząs 37 sekund po zderzeniu. Po separacji na orbicie okołoksiężycowej, komputer nawigacyjny LM otrzymał komendę awaryjnego przerwania lądowania. Przyczyną było zwarcie w jednym z przełączników. Ta drobna usterka uniemożliwiała kontynuowanie misji. Gdyby astronauci rozpoczęli podejście i uruchomili silnik komputer przerwałby lądowanie i wysłał ich z powrotem na orbitę okołoksiężycową. Dzięki opracowaniu odpowiedniego algorytmu udało się rozwiązać kolejny problem. W trakcie podejścia odmówił współpracy radar lądownika. I ten problem został szczęśliwie rozwiązany i LM osiadł na powierzchni Księżyca zaledwie 53 metry od celu. Antares wylądował, jako pierwszy obiekt załogowy, na wyżynnym obszarze Księżyca. Wybór ten był celowy i uzasadniony. Chodziło o zdobycie cennych informacji z obszarów, gdzie spodziewano się znaleźć fragmenty pochodzące z głębszych warstw skorupy. Okolica, w której wylądował LM, okazała się bardziej nierówna niż zakładano na podstawie uzyskanych wcześniej fotografii terenu. Były pewne kłopoty z rozstawieniem aparatury naukowej, gdyż wybrane miejsce było pochyłe.Ostatecznie rozmieszczono wszystkie przyrządy naukowe.
W czasie gdy Shepard i Mitchell pracowali na Księżycu Stuart Roosa fotografował Księżyc i gwiazdy z pokładu Apollo. Spotkanie i dokowanie stopnia startowego i statku Apollo 14 przebiegły zgodnie z planem. Nie powtórzyły się problemy z dokowaniem. Jednak sonda mechanizmu dokowania została zabrana na Ziemię w celu dokładnego zbadania. Odrzucony stopień startowy uderzył w powierzchnię Księżyca, a wstrząs został zarejestrowany przez zestawy ALSEP ustawione przez astronautów Apollo 12 i Apollo 14. Podczas drogi powrotnej astronauci przeprowadzili cztery eksperymenty, testujące przebieg procesów technologicznych w stanie nieważkości. Wykonali tylko jedną korektę trajektorii. Kapsuła wodowała na Pacyfiku, około 1250 km na południe od Samoa i siedem kilometrów od okrętu ratowniczego USS „New Orleans”.

## EVA
źródło
- EVA-1 (Shepard i Mitchell): 5 lutego 1971 – 4 godziny 47 minut i 50 sekund. Pierwsze wyjście astronautów z LM opóźniło się o 49 minut w związku pewnymi problemami z systemem łączności. Załoga lądownika rozstawiła zestaw ALSEP w odległości 150 m od LM. Aparatura ta była najbardziej rozbudowana z dotychczas wykorzystanych zestawów. Zawierała instrumenty przeznaczone do badań śladowej atmosfery, badań sejsmologicznych i eksperymentów pasywnych. Jednym z elementów wyposażenia naukowego był moździerz, który miał zostać użyty do Aktywnego Eksperymentu Sejsmicznego (ASE – Active Seismic Experiment)[1] załadowanymi czterema pociskami. Każdy pocisk został wyposażony w mały silniczek rakietowy na stały materiał pędny. Ilość tego materiału była różna. Dzięki temu przewidywany zasięg pierwszego pocisku wynosił 1500 m, drugiego 900 metrów, trzeciego 300 m, a czwartego około 150 metrów. Również zróżnicowany zostały ilości materiałów wybuchowych. W pocisku o najdalszym zasięgu znajdowało się 450 gramów, a w tym, który miał upaść najbliżej około 45  gramów. Zgodnie z założeniami, eksperyment powinien był umożliwić sondowanie zewnętrznej części skorupy księżycowej do głębokości około 150 metrów[2]. Ostatecznie moździerz nie został użyty, ponieważ obawiano się, że eksplozje pocisków mogą zakłócić inne eksperymenty. ASE nie zakończyło się zupełnym fiaskiem, dzięki wykorzystaniu innego urządzenia, które wywołało wstrząsy powierzchni za pomocą niewielkich ładunków, przypominających naboje do dubeltówki. Geofony zostały umieszczone wzdłuż osi niewielkich kraterów, zwanych Dubletem, w odległości około 90 m na południowy zachód od LM. Wywołane fale sejsmiczne docierały z różnymi opóźnieniami do poszczególnych geofonów, co umożliwiło wykonanie sondażu wewnętrznej warstwy skorupy do głębokości kilkunastu metrów. Z dwudziestu jeden planowanych wybuchów udało się zrealizować trzynaście[2]. Pozostałe elementy ALSEP rozstawiono mniej więcej 150 m na zachód od lądownika. Odbłyśnik dalmierza laserowego został umieszczony około 30 m na zachód od ALSEP. Krótko potem McDonald Observatory w Teksasie skierowało laser  w kierunku odbłyśnika i odebrało sygnał odbity o bardzo dobrej jakości. Praca wszystkich urządzeń zestawu ALSEP była zgodna z oczekiwaniami[1].
- EVA-2 (Shepard i Mitchell): 6 lutego 1971 – 4 godziny 34 minuty i 41 sekund. Po odpoczynku, astronauci 27 minut wcześniej rozpoczęli drugi spacer. Zaopatrzeni w transporter MET (w którym znajdowały się narzędzia, sprzęt fotograficzny i przenośny magnetometr) wyruszyli na badania geologiczne. MET co prawda ułatwiał astronautom życie, jednak nie byli w stanie sprawnie poruszać się po nierównej powierzchni. Nie dotarli do krawędzi krateru Cone (Stożek), w obawie, że nie starczy im czasu na wykonanie zaplanowanych zadań. Największą nowością wyposażenia astronautów był dodatkowy system podtrzymywania życia (BSLSS – Buddy Secondary Life Support System), który wędrował wraz astronautami na trójkołowym wózku o nazwie MET (Modularized Equiment Transporter). Dzięki temu plecaki mogły być lżejsze, a ponadto Shepard i Michell mogli w razie potrzeby dzielić się zasobami tlenu i chłodziwa. Wózek okazał się dobrym pomysłem, jednak – mimo iż projektowano go z myślą o Księżycu – nieustannie  podskakiwał na nierównościach. Astronauci musieli wciąż uważać, żeby nie wypadały z niego jakieś przedmioty. Mieli też poważne problemy z orientacją w bardzo nierównym terenie. W momencie gdy zawrócili z powrotem do lądownika, byli zaledwie 15 m od celu, nie zdając sobie z tego sprawy[1]. Droga okazała się trudniejsza, bardziej wyczerpująca niż zakładano. Obaj astronauci wykazali objawy wielkiego zmęczenia. Weszli na zbocze krateru stożkowego, natomiast nie dotarli do krawędzi, z której mieli stoczyć kamienie, by wywołać w celach badawczych niewielką lawinę[2]. Wykonali natomiast dokumentację fotograficzną okolicy i pobrali próbki skał z okolic Cane, a także kraterów Triolet i Weird. W sumie przebyli prawie 3 km. Po powrocie w okolice LM Shepard przeprowadził jeszcze jeden „ważny eksperyment”. Postanowił przyjrzeć się kinematyce lotu piłki golfowej w warunkach księżycowej grawitacji. Wbrew legendzie, głoszącej, że uderzona przez astronautę piłka zniknęła za horyzontem, długość lotu wynosiła zaledwie 15 metrów. Stwierdzono to na podstawie późniejszej analizy zdjęć[1].

Podczas obu EVA zebrali 42,3 kg próbek i pokonali odległość około 4,0 km. Łącznie spacery księżycowe trwały 9 godzin 22 minuty i 31 sekund.

## Załoga
źródło

### Załoga podstawowa
- dowódca: Alan B. Shepard. Astronauta był najstarszym spośród aktywnych amerykańskich astronautów. Miał też najmniejsze doświadczenie. Zyskawszy chwałę, został natychmiast uziemiony ze względu na stan zdrowia. Kiedy plan lotów na Księżyc kompletnie się rozsypał, a wśród załóg nastąpiły gruntowne przetasowania 47-letni Shepard został mianowany dowódcą Apollo 14.
- pilot modułu dowodzenia: Stuart A. Roosa
- pilot modułu księżycowego: Edgar D. Mitchell

### Załoga rezerwowa
- dowódca: Eugene A. Cernan
- pilot modułu dowodzenia: Ronald E. Evans
- pilot modułu księżycowego: Joe H. Engle

### Naziemna załoga wspierająca
- Philip K. Chapman
- Bruce McCandless
- William R. Pogue
- Ch. Gordon Fullerton

## Wodowanie
źródło
- Miejsce wodowania: Środkowy Pacyfik, 27°01′ S, 172°40′
- Pozycja: stabilna I
- Okręt ratowniczy: USS New Orleans
- Podjęcie załogi: 9 lutego 1971, 21:53 UTC
- Podjęcie statku: 9 lutego 1971, 23:09 UTC

## Podsumowanie
źródło
- Po raz pierwszy wejście na orbitę podejścia do lądowania (DOI) za pomocą silnika SPS (przed rozłączeniem statku Apollo i lądownika LM).
- Pierwsze wykorzystanie transportera MET.
- Najdłuższy dotychczasowy całkowity czas pracy astronautów poza lądownikiem (9 godz. 23 min.).
- Największa dotychczas całkowita odległość przebyta przez astronautów na powierzchni Księżyca.
- Największa dotychczas masa próbek gruntu księżycowego dostarczona na Ziemię (42,3 kg).
- Pierwsze użycie nowej procedury spotkania LM i statku Apollo po starcie z powierzchni Księżyca.
- Po raz pierwszy przeprowadzenie eksperymentów technologicznych w trakcie lotu[1].

Astronauci szczęśliwie wrócili na Ziemię wraz z około 42 kg księżycowych skał. Roosa wykonał wiele fantastycznych zdjęć (niektóre z nich do dziś spoczywają na Księżycu wraz z filmem pozostawionym nieopatrznie w członie startowym przez jego kolegów). Założona przez astronautów stacja ALSEP pracowała bez zarzutu, dostarczając olbrzymią ilość danych.

## Golf na Księżycu
Eksperyment z piłeczkami nie był na żadnej liście eksperymentów do przeprowadzenia w trakcie misji. Shepard uzgodnił to z Deke'em Slaytonem. Zgodnie z tą umową miał pozwolenie na zagranie w golfa, pod warunkiem że lądowanie odbędzie się bez zakłóceń. Astronauta zamontował główkę od swojego kija golfowego do instrumentu służącego do nabierania księżycowego gruntu. Gra w golfa, pierwsza w przestrzeni kosmicznej, została przeprowadzona w celu zbadania odległości, na jaką powędruje piłeczka w sześciokrotnie słabszym polu grawitacyjnym. Pierwsze uderzenie było nieudane. Po drugim strzale piłeczka, zgodnie z określeniem Sheparda, szybowała kilometrami. Wbrew legendzie, głoszącej, że piłka zniknęła za horyzontem, długość lotu wyniosła zaledwie około 15 metrów. Gdzieś w zakamarkach kraterów zostały dwie piłeczki, pierwsze użyte w kosmosie.
Wiele lat po swoim locie Alan Shepard stwierdził, że jest prawdopodobnie dużo bardziej znany jako facet, który po raz pierwszy zagrał w golfa na Księżycu, niż jako pierwszy Amerykanin w kosmosie.

## Ciekawostki
- Składając ukłon w stronę braci Wright, astronauci nadali statkowi nazwę "Kitty Hawk"[3].
- Moździerz pozostał na Księżycu i ktoś, kto znałby właściwą częstotliwość radiową i kody, prawdopodobnie mógłby dokonać wystrzelenia serii czterech granatów rakietowych. Edgar Mitchell po powrocie wspominał, że zarówno on, jak i Shepard starali się omijać moździerz szerokim łukiem[1].
- Po locie Shepard zwierzył się, że mimo awarii radaru kontynuowałby podejście do lądowania. Stwierdził, że zaszedł już za daleko, żeby zrezygnować z Księżyca. Zanim radar zaktualizował dane, błąd sięgał niemal 1200 m. Wszyscy, którzy znali astronautę, nie mieli wątpliwości, że musiałby spróbować. Jednak nie było wątpliwości, że musiałby w końcu przerwać misję. Po prostu było na to zbyt mało paliwa[3].